# ロシアとキルギスの主題による序曲
ロシアとキルギスの主題による序曲作品115は、ドミートリイ・ショスタコーヴィチが作曲した演奏会用序曲。タイトルは「ロシアとキルギスの民謡による序曲」や、「ロシアとキルギスの民謡の主題による序曲」と表記されることもある。

## 概要
ショスタコーヴィチは、1962年に初めてソヴィエト最高会議代議員に選出され、またロシア連邦共和国作曲家同盟の幹部として、公式行事にいろいろ参加することになった時期でもあった。
この序曲は、1963年6月1日から10日にかけてキルギスのロシアへの自由加盟百年祭と同時に開催されたロシア・ソヴィエト音楽句間へ出席した際に着想されたもので、この行事を祝う作品といわれている。作曲が始められたのは1963年の秋頃にレニングラード（現サンクトペテルブルク）郊外のレーピノで行なわれた。曲の完成はモスクワで、同年11月2日にフルンゼ市（現ビシュケク）のオペラ・バレエ劇場で、また11月10日にモスクワでイワノフ指揮のソヴィエト国立交響楽団の演奏で初演された。しかし初演の日付は10月10日の記述があり、この日付については混乱が生じている。
序奏つきのソナタ形式によるこの序曲は、ロシアの民謡「おお、放浪の人よ」と、キルギスの民謡「ティリルダン」と「オプ・マイダ」の3つの旋律が元になっているといわれている。ショスタコーヴィチの管弦楽作品の中で重要な位置を占めているといえないが、手堅いオーケストレイションにショスタコーヴィチの熟練の技が見られ、人気の高い「祝典序曲」作品96には十分に匹敵している作品といえる。ショスタコーヴィチの管弦楽作品の中でも、ごく希に演奏されている。

## 楽器編成
- 木管楽器
ピッコロ1、フルート2、オーボエ2、クラリネット2、ファゴット2、コントラファゴット1
- 金管楽器
ホルン4、トランペット2、トロンボーン3、テューバ1
- 打楽器
ティンパニ、トライアングル、シンバル、タンブリン、
- 弦楽器
第1ヴァイオリン(16)、第2ヴァイオリン(14)、ヴィオラ(12)、チェロ(12)、コントラバス(10)

## 演奏時間
スコア記載は約8分だが実際は9分ほどかかる。

## 構成
上記でも述べたように、序奏つきのソナタ形式で、独特の色彩で綴られる簡素で素朴な旋律部分と野性味が溢れる激しい舞曲の対照的な2部からなる序曲である。